# KCAラボ
KCAラボ（英語: KCA Laboratories LLC）は、ヘンプ・カンナビノイド専門の独立した第三者検査機関。アメリカ合衆国のケンタッキー州ニコラスビルに本社を置く。日本においては、東京都新宿区に日本法人を持つ。

## 事業内容
ヘンプやカンナビノイドを専門とした検査、分析、科学的コンサルティングを提供。関連して、テルペン分析や汚染物質検査も提供。

## 特徴
2019年、アンチドーピング・薬物・天然製品・アルコール飲料・タバコ・第三者認証等の領域における検査や分析に携わってきた経験豊富なチームによって創業。
ISO/IEC17025や、厚生労働省指定外国検査機関、DEA登録、ケンタッキー州農務省ライセンス、ケンタッキー州医療大麻ライセンスなど、カンナビノイド検査に関する各種ライセンスや認定を取得。
CBDやTHCをはじめとして70種類以上に及ぶカンナビノイド分析が可能であり、業界で最も網羅的なカンナビノイド検査に対応している検査分析機関である。HHCやΔ8-THCの反応副産物に関して、商業的に検査した世界初の検査機関としても知られている。2024年には、ケンタッキー州の医療大麻合法化に際して、数千以上の申請の中で1番目の医療大麻ライセンスを取得し注目を集める。 島津製作所の検査機器を活用している。

## 日本におけるKCAラボ
日本法人は「ケーシーエーラボジャパン合同会社」として、2024年4月に設立。東京都新宿区市ヶ谷に登記されている。
2024年12月12日より、日本の大麻取締法および麻薬及び向精神薬取締法の一部改正が施行され、製品中に残留するΔ9-THCの残留限度値が設けられた。この改正法による新しい残留限度値における低濃度検査にも対応している。